# Pseudohadena siri
Pseudohadena siri là một loài bướm đêm trong họ Noctuidae.